# Chetogena tuomurensis
Chetogena tuomurensis är en tvåvingeart som beskrevs av Chao 1985. Chetogena tuomurensis ingår i släktet Chetogena och familjen parasitflugor. Inga underarter finns listade i Catalogue of Life.